# 7 (Prince)
7 è un singolo discografico di Prince e del gruppo The New Power Generation, pubblicato nel 1992 ed estratto dall'album Love Symbol Album.
Il brano contiene un sample tratto dal brano Tramp, realizzato nel 1967 in duetto da Otis Redding e Carla Thomas.

## Tracce
7"/CD
1. 7 (LP version) – 5:13
2. 7 (acoustic version) – 3:54

12"
1. 7 (LP version) – 5:13
2. 7 (acoustic version) – 3:54
3. 7 (After 6 Long Version) – 5:15